# Coconut Oil
Coconut Oil es el EP debut en solitario de la cantante y rapera estadounidense Lizzo. Fue lanzado el 7 de octubre de 2016 por Nice Life Recording Company y Atlantic Records, el primer gran lanzamiento de Lizzo. Lizzo coescribió cada canción del álbum, mientras que reclutó a Ricky Reed, Christian Rich, Dubbel Dutch, y Jesse Shatkin para la producción del álbum. El resultado se aleja de los anteriores lanzamientos de hip-hop de Lizzo. Desde el punto de vista lírico, la extensa obra explora temas como la positividad corporal, el amor propio y el viaje hacia esos ideales. Coconut Oil recibió críticas positivas de críticos musicales.
Comercialmente, Coconut Oil alcanzó inicialmente el número 44 en la Billboard' Top R&B/Hip-Hop Albums, convirtiéndose en el primer álbum de Lizzo que entraba en la lista. Sin embargo, dos años después de su lanzamiento, la popularidad del sencillo "Good as Hell" renovó el interés por el EP, que alcanzó el número 31 en la lista Billboard Top 200 Albums. 
chart.
Para promocionar el extended play, Lizzo se embarcó en la gira Good as Hell Tour en 2017. "Good as Hell" fue lanzado como el primer sencillo del EP, como parte de la banda sonora de la película de 2016 Barbershop: The Next Cut, y se convirtió en un sleeper hit, alcanzando el número tres en el Billboard Hot 100 estadounidense en 2019. "Phone" fue lanzado poco después del anuncio del extended play como segundo sencillo. "Scuse Me" fue lanzado como el tercer y último sencillo en 2017, y fue acompañado con un video musical. La canción "Worship" de Lizzo apareció en el primer episodio de Step Up: High Water.

## Antecedentes
Coconut Oil es el primer lanzamiento de Lizzo con un sello discográfico importante, y originalmente estaba pensado como un lanzamiento de larga duración. El EP sirve de continuación al segundo álbum de estudio de la cantante, Big Grrrl Small World (2015). Lizzo describió la razón del nombre Coconut Oil, declarando:
Hay autoexploración. Está el amor propio. Y luego está la autorrealización", señala sobre su música anterior. "'Coconut Oil' es la oda definitiva al autocuidado y a mi proceso. Aún no he llegado a ese punto, pero estoy creando mi música para conseguirlo"

## Composición
El EP trata temas de positividad corporal, amor propio y las pruebas a las que uno se enfrenta para alcanzar esos ideales. La canción que abre el disco, "Worship", contiene cuernos inspirados en el mambo y un estribillo similar al de Showtune, creando dos ritmos de baile sincopados muy diferentes. "Phone" se ha descrito como "pura magia de MPC y bassline" que habla de la pérdida del teléfono y de los amigos en un club. Lizzo cantó cada letra de la canción. "Scuse Me" contiene unas teclas de apertura "twinkly" antes de romper en largas caídas de bajo y frenéticas secuencias de batería. La canción habla líricamente sobre el amor propio, y ha sido comparada con "Oops, Oh My" de Tweet.
"Deep" es un tema de baile con soukousriffs de guitarra. "Good as Hell" es un himno "descarado" de autoempoderamiento, en el que el protagonista da más de lo que recibe en una relación. El tema que cierra el disco es una canción de R&B en la que la cantante canta "Pensé que tenía que huir y encontrar a alguien a quien amar, pero todo lo que necesitaba era un poco de aceite de coco" sobre un fondo de órganos. La letra habla del viaje de la cantante hacia la confianza en sí misma, y está dedicada a las mujeres negras que han conectado con su música. La cantante toca la flauta en la canción, un solo de guitarra del productor Ricky Reed, y cuenta con fragmentos de la iglesia familiar de la cantante contando historias.

## Sencillos
"Good as Hell" se lanzó como sencillo principal del EP el 11 de mayo de 2016 como parte de la banda sonora de la película de 2016 Barbershop: The Next Cut. Se estrenó como exclusiva en el programa Beats 1 de Zane Lowe.
"Phone" fue lanzado como el segundo sencillo del EP el 19 de septiembre de 2016.

### Otras canciones
El videoclip de "Scuse Me" se estrenó el 25 de enero de 2017.

## Recepción Crítica
Vanessa Okoth-Obbo, escribiendo para Pitchfork, calificó el EP con un 6,1 sobre 10, escribiendo que "Coconut Oil funciona mejor cuando se considera como una declaración de intenciones - un inventario de todas las cosas en las que es buena, y un campo de pruebas sobre cómo combinarlas mejor en el futuro. " Syra Aburto, escribiendo para Nylon, escribió que "al igual que el producto que le da nombre, el último proyecto de [Lizzo], Coconut Oil, es esencial para una vida sana."
Rolling Stone lo situó en el número 14 de su lista de los "20 mejores álbumes pop de 2016".

## Lista de canciones
| N.º   | Título         | Escritor(es)                                                           | Productor(es)         | Duración |  |
| 1.    | «Worship»      | Melissa "Lizzo" Jefferson, Eric Frederic, Joe Spargur y Jose Fernandez | Ricky Reed            | 2:57     |  |
| 2.    | «Phone»        | Jefferson, Evan Kidd Bogart, Frederic y Jesse Shatkin                  | Reed y Shatkin        | 2:49     |  |
| 3.    | «Scuse Me»     | Jefferson, Frederic, Marc Glasser y Blaise Railey                      | Reed                  | 3:24     |  |
| 4.    | «Deep»         | Jefferson, Jean Baptiste Kouame y Kehinde Hassan                       | Reed y Christian Rich | 3:14     |  |
| 5.    | «Good as Hell» | Jefferson y Frederic                                                   | Reed                  | 2:39     |  |
| 6.    | «Coconut Oil»  | Jefferson, Frederic y Aaron Jennings                                   | Reed                  | 4:25     |  |
| 19:28 |                |                                                                        |                       |          |  |

## Créditos y Personal
Créditos adaptados de las liner notes del álbum.
- Jason Andrews - ingeniero (pista 4)
- Elder Orlandus Dunning - voces adicionales (6)
- Dubbel Dutch - coproductor (pista 3)
- Chris Galland - ingeniero de mezcla (pista 3), asistente de mezcla (5)
- Chris Gehringer - masterización (todas las pistas)
- Lil Aaron - voces adicionales (pista 6)
- Lizzo - voz (todas las pistas), flauta (6)
- Manny Marroquin - mezcla (pistas 3, 5)
- Ricky Reed - productor (todas las pistas), instrumentos y programación (1, 3, 5, 6), mezcla (1), teclados (2), guitarra adicional (4), productor ejecutivo
- Christian Rich - productores, instrumentos y programación (pista 4)
- Ike Schultz - mezclas (pistas 2, 4, 6), asistente de mezclas (5)
- Jesse Shatkin - productor, programación, batería, bajo, teclados e ingeniero (pista 2)
- Ethan Shumaker - ingeniero (pistas 1, 3-6)

## Charts
| Chart (2019)                            | Peak position |
| --------------------------------------- | ------------- |
| Canadá (Billboard Canadian Albums)      | 50            |
| Estados Unidos (Billboard 200)          | 31            |
| Estados Unidos (Top R&B/Hip-Hop Albums) | 30            |
| Estados Unidos (Top Tastemaker Albums)  | 6             |

### Year-end charts
| Chart (2019)                                         | Position |
| ---------------------------------------------------- | -------- |
| Estados Unidos US Top R&B/Hip-Hop Albums (Billboard) | 97       |